# Fingal (cràter)
Fingal és un cràter de l'asteroide de la família Coronis del cinturó principal, (243) Ida, situat amb el sistema de coordenades planetocèntriques a -13.2 ° de latitud nord i 39.9 ° de longitud est. Fa un diàmetre de 1.5 km. El nom va ser fet oficial per la UAI el 1997 i fa referència a la cova de Fingal, a les Hèbrides.